# Corton Denham
Corton Denham is een civil parish in het bestuurlijke gebied South Somerset, in het Engelse graafschap Somerset met 189 inwoners.

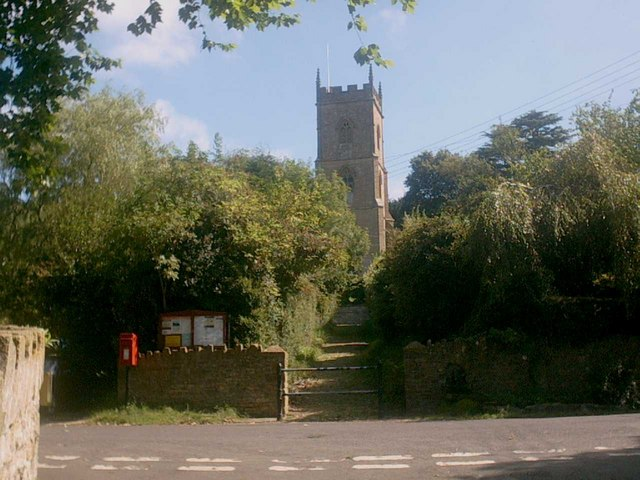
Kerk van Corton Denham